# II powstanie pruskie
II powstanie pruskie 1260-1274 (Wielkie Powstanie Pruskie) rozpoczęło się we wrześniu 1260 roku, po klęsce wojsk krzyżackich w bitwie ze Żmudzinami nad jeziorem Durbe. W bitwie zginęli: marszałek Henryk Botel, mistrz krajowy Inflant Burchard von Hornhausen oraz ok. 150 rycerzy zakonu.

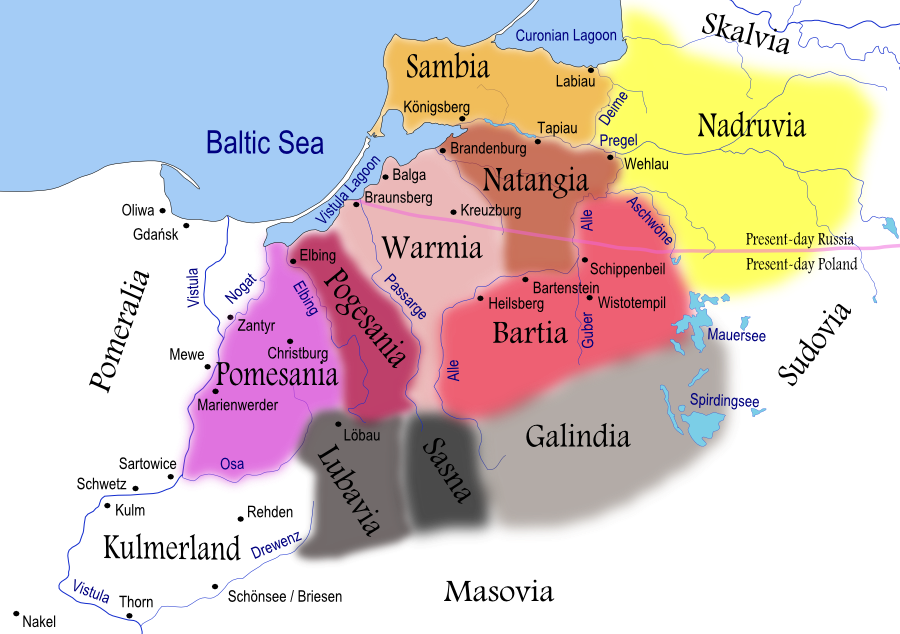
Plemiona pruskie w XIII wieku

## Pierwsza faza powstania: 1260-1265
Do powstania przyłączyły się niemal wszystkie plemiona pruskie zamieszkujące tereny pomiędzy Niemnem a Wisłą oprócz Pomezanii i ziemi chełmińskiej. Każde plemię obrało sobie własnego wodza. Sambom dowodził Glande, Natangom: Herkus Monte, Bartom: Dziwan, Warmom: Glappo, Pogezanom: Autume, Jaćwingom: Skomand. Prusowie opanowali otwarte przestrzenie oraz zdobyli kilka grodów: Bartoszyce, Reszel, Heilsberg (Lidzbark), Braunsberg (Braniewo). Biskupi sambijski i warmiński zmuszeni zostali do opuszczenia swych diecezji. Ostatnimi bastionami zakonu pozostały warownie położone nad rzekami i Zalewem Wiślanym: Welawa, Królewiec, Bałga i Elbląg. Sytuację wojsk krzyżackich pogarszał fakt opanowania przez powstańców zaawansowanych technik walk, stosowanych wcześniej na tym terenie wyłącznie przez chrześcijan, takich jak atakowanie wrogich umocnień.

Działania wojenne i większe starcia

### Interwencja litewska
Wsparcia powstańcom udzielił król Litwy (Aukszoty) Mendog starający się wykorzystać okazję do zwiększenia swoich wpływów w tym regionie. Litwini zaatakowali również ziemie sprzymierzonego z Krzyżakami księcia mazowieckiego Siemowita I, który poniósł śmierć w roku 1262 podczas obrony grodu Jazdów. W roku 1263 Mendog został zamordowany, jednak wielu ochotników z Litwy nadal wspierało powstanie. Po stronie Prusów opowiedzieli się również Żmudzini oraz książę Nowogrodzki Aleksander Newski.
W 1263 r. wódz pruski Herkus Monte uderzył na ziemię chełmińską, pokonał mistrza krajowego Helmeryka von Würzburga w bitwie pod Lubawą. W związku z dramatyczną sytuacją zakonu krzyżackiego, papież Urban IV zaapelował o wsparcie dla braci zakonnych do rycerstwa zachodniego. W zamian za udział w walkach obiecywał on odpuszczenie grzechów, niezależnie od długości okresu służby. Krzyżakom pośpieszyli na pomoc krzyżowcy z Niemiec, m.in. Wilhelm IV, hr. Jülich, Engelbert I, hr. Mark. Skomand podszedł aż pod mury Torunia, musiał jednak ustąpić. Zniszczono jednak zamek w Kwidzynie. W 1264 Krzyżacy spacyfikowali Sambię, wznieśli nowy gród na granicy z Natangią, w Tapiawie.

## Druga faza powstania 1265-1273
Począwszy od 1265 układ sił zaczął zmieniać się na korzyść Zakonu. Niemożność zdobycia warowni zakonu spowodowała załamanie się pospolitego ruszenia Prusów i przechylenie szali zwycięstwa na stronę Krzyżaków. Papież Klemens IV ogłosił nową wyprawę krzyżową do Prus. Jesienią 1265 roku przybył do Królewca książę brunszwicki Albrecht I Wielki, i landgraf Turyngii Albrecht II Wyrodny. W roku następnym przybył margrabia brandenburski Otton III, który założył gród Brandenburg (Pokarmin). Gród został zniszczony przez przywódcę Warmów, Glappo, ale margrabia odbudował go ponownie. Na przełomie lat 1267/1268 w walkach wziął udział po raz drugi Przemysł Ottokar II, król czeski, jednak wobec braku sukcesów, zawrócił on do kraju. Walki przybrały charakter podjazdowy. Ziemia chełmińska i Pomezania, będące ostoją krzyżackiej okupacji, stały się celem napadów ze strony Bartów i Jaćwięgów. Podczas jednej z wypraw zginął przywódca Bartów, Dziwan (1271). Ostateczną klęskę powstania przypieczętowało przybycie margrabiego miśnieńskiego, Dytryka II, który spustoszył Natangię. W roku 1273 polegli w walce przywódca Natangów, Monte, i przywódca Warmów, Glappo. Niedługo potem złamano opór Pogezanów. Zdobycie przez Krzyżaków w roku 1274 Lidzbarka zmusiło niemal wszystkie plemiona do kapitulacji. Broni nie złożyły tylko plemiona peryferyjne: Skalowowie, Nadrowowie i Jaćwięgowie. Ziemie te ujarzmiono ostatecznie dopiero w roku 1284. Lepsza organizacja bojowa wojsk zakonu i oddziałów krzyżowców, wsparta nieprzerwaną pomocą z Rzeszy i innych państw Zachodu, złamała opór pospolitego ruszenia ludności pruskiej.

## Skutki powstania
Efektem ponownego odzyskania kontroli nad Prusami przez Zakon Krzyżacki był znaczący wzrost napływu ludności pochodzenia niemieckiego na te tereny. W ciągu 50 lat koloniści założyli około tysiąca pięciuset miast i osad, ich populacja była szacowana na sto pięćdziesiąt tysięcy ludzi. Osadników zachęcały do osiedlania korzystne warunki na jakich przyznawano im ziemię i znaczna swoboda, którą mogli się tam cieszyć.